# Kobyly (Slowakei)
Kobyly (bis 1927 slowakisch „Kobulie“ oder „Kobyle“; ungarisch Lófalu) ist eine Gemeinde im Osten der Slowakei mit 903 Einwohnern (Stand 31. Dezember 2024). Sie gehört zum Okres Bardejov, einem Kreis des Prešovský kraj, und wird zur traditionellen Landschaft Šariš gezählt.

## Geographie

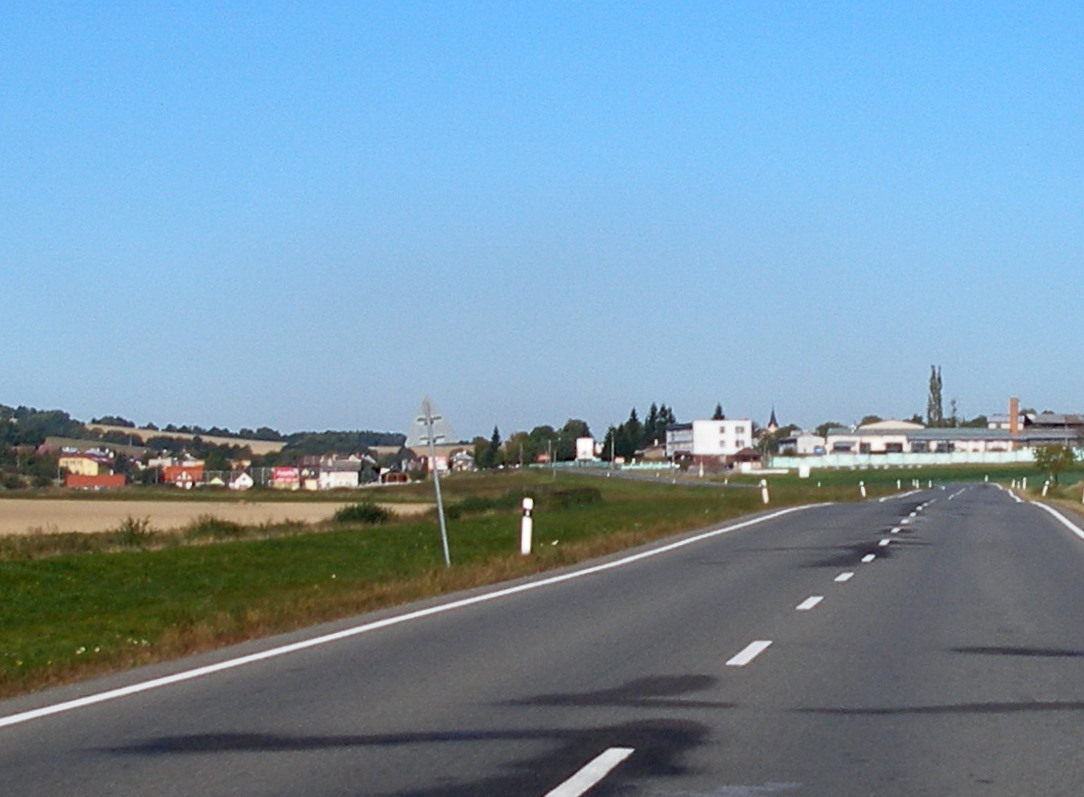
Ansicht von Kobyly vom Süden

Die Gemeinde befindet sich im Talkessel Bartošovská kotlina am Rande der Niederen Beskiden, am Oberlauf des Baches Brodok. Das Ortszentrum liegt auf einer Höhe von 374 m n.m. und ist 11 Kilometer von Bardejov entfernt.
Nachbargemeinden sind Kľušov im Norden, Rešov im Nordosten und Osten, Tročany im Südosten, Janovce im Süden und Bartošovce im Westen.

## Geschichte
Der Ort wurde zum ersten Mal 1277 in einer Urkinde als villa Kobula schriftlich erwähnt. Dort wird dem Ritter Otto von Bieberstein der Besitz mehrerer Ortschaften entlang der Grenze zu Polen bestätigt. Andere historische Namen sind unter anderen Kabalafalua (1366), Lovrfalua (1427), Koberdorff (1443), Koboldorph (1449) und Loffawla beziehungsweise Kobyldorff (1589). Anfang des 14. Jahrhunderts war das Dorf Besitz des Geschlechts Amadé, nach der Konfiszierung wegen Widerstands gegen Karl I. Robert wurde es dem Geschlecht Perényi zugeteilt. 1427 sind in einem Steuerverzeichnis 42 Porta verzeichnet, was damals einem großen Dorf entsprach, allerdings schrumpfte Kobyly noch im 15. Jahrhundert wegen Einfällen von polnischen Truppen sowie der Hussitenkriege.
Im frühen 16. Jahrhundert besaß das mächtige Geschlecht Zápolya Ortsgüter. 1547 kamen sie zum Herrschaftsgebiet der Stadt Bartfeld, die das Dorf bis 1756 behielt. 1600 hatte die Ortschaft 26 bewohnte Häuser, eine Schule, einen Pfarrhof, eine Kirche sowie eine Mühle und war fast ausschließlich von Untertanen bewohnt. Die letzten Besitzer stammten aus dem Geschlecht Klobusiczky. 1828 zählte man 80 Häuser und 604 Einwohner, die als Fuhrmänner, Landwirte, Pferdehändler und -züchter beschäftigt waren.
Bis 1918 gehörte der im Komitat Sáros liegende Ort zum Königreich Ungarn und kam danach zur Tschechoslowakei beziehungsweise heute Slowakei. Einem Brand im Jahre 1938 fielen 40 Häuser zum Opfer.

## Bevölkerung
| Jahr                | 1994 | 2004     | 2014    | 2024    |
| ------------------- | ---- | -------- | ------- | ------- |
| Anzahl der Personen | 766  | 845      | 867     | 903     |
| Unterschied         |      | +10,31 % | +2,60 % | +4,15 % |

| Jahr                | 2023 | 2024    |
| ------------------- | ---- | ------- |
| Anzahl der Personen | 884  | 903     |
| Unterschied         |      | +2,14 % |

Gemäß der Volkszählung 2011 wohnten in Kobyly 858 Einwohner, davon 845 Slowaken, vier Ukrainer und ein Tscheche. Acht Einwohner machten keine Angabe zur Ethnie.
798 Einwohner bekannten sich zur römisch-katholischen Kirche, 29 Einwohner zur Evangelischen Kirche A. B., 15 Einwohner zur griechisch-katholischen Kirche und vier Einwohner zur orthodoxen Kirche. Vier Einwohner waren konfessionslos und bei acht Einwohnern wurde die Konfession nicht ermittelt.

## Bauwerk
- römisch-katholische Kirche Mariä Opferung im neogotischen Stil aus dem Jahr 1886

## Verkehr
Durch Kobyly verläuft ein Teilstücke der Straße 2. Ordnung 545 (II/545) zwischen Kapušany und Bardejov. Die Bahnstrecke Kapušany pri Prešove–Bardejov passiert westlich des Ortes, die nächste Haltestelle ist in Bartošovce, sechs Straßenkilometer entfernt.